# Pseudastylopsis nebulosus
Pseudastylopsis nebulosus là một loài bọ cánh cứng trong họ Cerambycidae.